# Thamnobryum aneitense
Thamnobryum aneitense är en bladmossart som beskrevs av Schultze-motel 1973. Thamnobryum aneitense ingår i släktet rävsvansmossor, och familjen Neckeraceae. Inga underarter finns listade i Catalogue of Life.